# Luzula meridionalis
Luzula meridionalis är en tågväxtart som beskrevs av H.Nordensk. Luzula meridionalis ingår i Frylesläktet som ingår i familjen tågväxter. Inga underarter finns listade i Catalogue of Life.